# Vrpolje (Trilj)
Vrpolje je naselje grada Trilja, u Splitsko-dalmatinskoj županiji. 

## Zemljopis
Nalazi se 8 kilometara istočno od grada Trilja. Najbliža naselja su mu Čačvina (3 km jugozapadno) i Strizirep (2 km jugoistočno).
Oko 200 metara sjeverno od naselja prolazi Državna cesta D220, na dijelu Trilj – Kamensko.

## Stanovništvo
| broj stanovnika | 225   | 403   | 178   | 232   | 236   | 257   | 573   | 404   | 248   | 283   | 318   | 270   | 356   | 325   | 202   | 93    | 68    |
|                 | 1857. | 1869. | 1880. | 1890. | 1900. | 1910. | 1921. | 1931. | 1948. | 1953. | 1961. | 1971. | 1981. | 1991. | 2001. | 2011. | 2021. |

## Znamenitosti
- Crkva Presveto Srce Isusovo
- Lokva